# APOOL
APOOL (англ. Apolipoprotein O like) – білок, який кодується однойменним геном, розташованим у людей на довгому плечі X-хромосоми. Довжина поліпептидного ланцюга білка становить 268 амінокислот, а молекулярна маса — 29 159.
| 10         |  | 20         |  | 30         |  | 40         |  | 50         |
| ---------- |  | ---------- |  | ---------- |  | ---------- |  | ---------- |
| MAAIRMGKLT |  | TMPAGLIYAS |  | VSVHAAKQEE |  | SKKQLVKPEQ |  | LPIYTAPPLQ |
| SKYVEEQPGH |  | LQMGFASIRT |  | ATGCYIGWCK |  | GVYVFVKNGI |  | MDTVQFGKDA |
| YVYLKNPPRD |  | FLPKMGVITV |  | SGLAGLVSAR |  | KGSKFKKITY |  | PLGLATLGAT |
| VCYPVQSVII |  | AKVTAKKVYA |  | TSQQIFGAVK |  | SLWTKSSKEE |  | SLPKPKEKTK |
| LGSSSEIEVP |  | AKTTHVLKHS |  | VPLPTELSSE |  | AKTKSESTSG |  | ATQFMPDPKL |
| MDHGQSHPED |  | IDMYSTRS   |  |            |  |            |  |            |

A: Аланін

C: Цистеїн

D: Аспарагінова кислота

E: Глутамінова кислота

F: Фенілаланін

G: Гліцин

H: Гістидин

I: Ізолейцин

K: Лізин

L: Лейцин

M: Метіонін

N: Аспарагін

P: Пролін

Q: Глутамін

R: Аргінін

S: Серин

T: Треонін

V: Валін

W: Триптофан

Кодований геном білок за функцією належить до фосфопротеїнів. 
Локалізований у мембрані, мітохондрії, внутрішній мембрані мітохондрії.